# UCI Oceania Tour 2020
El UCI Oceania Tour 2020 fue la decimosexta edición del calendario ciclístico internacional de Oceanía. Se inició el 15 de enero de 2020 en Nueva Zelanda, con la New Zealand Cycle Classic, y finalizó el 9 de febrero de 2020 con el Herald Sun Tour en Australia. Se disputaron 4 competencias, otorgando puntos a los primeros clasificados de las etapas y a la clasificación final.

## Equipos
Los equipos que podían participar en las diferentes carreras dependía de la categoría de las mismas. Los equipos UCI WorldTeam y UCI ProTeam, tenían cupo limitado para competir de acuerdo al año correspondiente establecido por la UCI, los equipos UCI Continentales y selecciones nacionales no tenían restricciones de participación:
| Categoría      | Categoría                       | Equipos                                                                                    |
| -------------- | ------------------------------- | ------------------------------------------------------------------------------------------ |
| .1             | 1.1 (Carrera de un día)         | * UCI WorldTeam (max 50%) * UCI ProTeam * Continentales * Selecciones nacionales           |
| .1             | 2.1 (Carrera de varios días)    | * UCI WorldTeam (max 50%) * UCI ProTeam * Continentales * Selecciones nacionales           |
| .2             | 1.2 (Carrera de un día)         | * UCI ProTeam * Continentales * Selecciones nacionales * Selecciones regionales * Amateurs |
| .2             | 2.2 (Carrera de varios días)    | * UCI ProTeam * Continentales * Selecciones nacionales * Selecciones regionales * Amateurs |
| .Ncup (sub-23) | 1.Ncup (Carrera de un día)      | * Selecciones nacionales * Selecciones mixtas                                              |
| .Ncup (sub-23) | 2.Ncup (Carrera de varios días) | * Selecciones nacionales * Selecciones mixtas                                              |

## Calendario
Las siguientes son las carreras que compusieron el calendario UCI Oceania Tour para la temporada 2020 aprobado por la UCI.
| UCI Oceania Tour 2020 | UCI Oceania Tour 2020 | UCI Oceania Tour 2020     | UCI Oceania Tour 2020 | UCI Oceania Tour 2020 |
| Fecha                 | País                  | Carrera                   | Ganador               |                       |
| --------------------- | --------------------- | ------------------------- | --------------------- | --------------------- |
| 15 – 19 de enero      | Nueva Zelanda         | New Zealand Cycle Classic | Rylee Field           |                       |
| 25 de ene             | Nueva Zelanda         | Gravel and Tar            | Hayden McCormick      |                       |
| 30 de ene             | Australia             | Surf Coast Classic        | Sam Bennett           |                       |
| 5 – 9 de febrero      | Australia             | Herald Sun Tour           | Jai Hindley           |                       |

## Clasificaciones finales
- Nota: Las clasificaciones finales fueron:[4][5]

### Individual
| Posición | Corredor         | Equipo           | Puntos |
| -------- | ---------------- | ---------------- | ------ |
| 1.º      | Richie Porte     | Trek-Segafredo   | 1733   |
| 2.º      | Jai Hindley      | Sunweb           | 1155   |
| 3.º      | George Bennett   | Jumbo-Visma      | 1100   |
| 4.º      | Michael Matthews | Sunweb           | 1022   |
| 5.º      | Caleb Ewan       | Lotto Soudal     | 971    |
| 6.º      | Rohan Dennis     | INEOS Grenadiers | 550    |
| 7.º      | Dion Smith       | Mitchelton-Scott | 491    |
| 8.º      | Jack Haig        | Mitchelton-Scott | 435    |
| 9.º      | Simon Clarke     | EF               | 308    |
| 10.º     | Damien Howson    | Mitchelton-Scott | 294    |

| Posiciones 11º al 20º | Posiciones 11º al 20º | Posiciones 11º al 20º      | Posiciones 11º al 20º |
| --------------------- | --------------------- | -------------------------- | --------------------- |
| 11.º                  | Robert Stannard       | Mitchelton-Scott           | 254                   |
| 12.º                  | Lucas Hamilton        | Mitchelton-Scott           | 251                   |
| 13.º                  | Marcus Culey          | Sapura                     | 210                   |
| 14.º                  | Ben O'Connor          | NTT                        | 197                   |
| 15.º                  | Jesse Ewart           | Sapura                     | 192                   |
| 16.º                  | Shane Archbold        | Deceuninck-Quick Step      | 175                   |
| 17.º                  | Jay McCarthy          | Bora-Hansgrohe             | 164                   |
| 18.º                  | Ryan Cavanagh         | St George Continental      | 157                   |
| 19.º                  | Nicholas White        | BridgeLane                 | 152                   |
| 20.º                  | Nathan Haas           | Cofidis, Solutions Crédits | 151                   |

### Equipos
| Posición | Equipo                          | Puntos |
| -------- | ------------------------------- | ------ |
| 1.º      | St George Continental           | 420    |
| 2.º      | BridgeLane                      | 315    |
| 3.º      | Black Spoke Pro Cycling Academy | 272    |
| 4.º      | Nero Continental                | 59     |
| 5.º      | ARA Pro Racing Sunshine Coast   | 31     |

### Países
| Posición | País          | Puntos |
| -------- | ------------- | ------ |
| 1.º      | Australia     | 6468   |
| 2.°      | Nueva Zelanda | 2178   |

### Países sub-23
| Posición | País          | Puntos |
| -------- | ------------- | ------ |
| 1.º      | Australia     | 695    |
| 2.º      | Nueva Zelanda | 149    |

## Evolución de las clasificaciones
| Fecha            | Clasificación individual | Clasificación por equipos | Clasificación por países | Clasificación por países sub-23 |
| ---------------- | ------------------------ | ------------------------- | ------------------------ | ------------------------------- |
| 31 de enero      | Caleb Ewan               | St George Continental     | Australia                | Australia                       |
| 29 de febrero    | Caleb Ewan               | St George Continental     | Australia                | Australia                       |
| 31 de marzo      | Caleb Ewan               | St George Continental     | Australia                | Australia                       |
| 30 de abril      | Caleb Ewan               | St George Continental     | Australia                | Australia                       |
| 31 de mayo       | Caleb Ewan               | St George Continental     | Australia                | Australia                       |
| 30 de junio      | Caleb Ewan               | St George Continental     | Australia                | Australia                       |
| 31 de julio      | Caleb Ewan               | St George Continental     | Australia                | Australia                       |
| 31 de agosto     | Caleb Ewan               | St George Continental     | Australia                | Australia                       |
| 30 de septiembre | Richie Porte             | St George Continental     | Australia                | Australia                       |
| 31 de octubre    | Richie Porte             | St George Continental     | Australia                | Australia                       |
| 10 de noviembre  | Richie Porte             | St George Continental     | Australia                | Australia                       |
| Final            | Richie Porte             | St George Continental     | Australia                | Australia                       |